# Stampa
Stampa je bývalá samostatná obec ve švýcarském kantonu Graubünden. Žije zde asi 600 obyvatel.
Do konce roku 2009 byla Stampa samostatnou politickou obcí v bývalém kraji Bregaglia v okrese Maloja. Dne 1. ledna 2010 se obce v údolí Val Bregaglia (tj. Bondo, Castasegna, Soglio, Stampa a Vicosoprano) sloučily a vytvořily novou obec Bregaglia.

## Geografie
Obec leží v nadmořské výšce 994 m na levém břehu řeky Mera, 35 km jihozápadně od Svatého Mořice a 17 km východně od Chiavenny. Území obce se skládá ze dvou částí. Menší, západní část se nazývá Stampa a nachází se v údolí Val Bregaglia. Větší část katastru leží po obou stranách průsmyku Malojapass; ve Val Bregaglia a v Engadinu.
K obci Stampa patří vesnice Stampa a západně od ní (od východu na západ) vesnice Coltura (999 m n. m.), Muntac/Montaccio (1043 m n. m.), Caccior (933 m n. m.) a Palazzo Castelmur na západní hranici obce. Východně od obce leží vesnice Borgonovo (1043 m n. m.).
Vesnice Cavril (1551 m n. m.) a téměř neobydlené údolí Val Maroz, kde pramení Mera, patřily k místní části Maloja. Jihovýchodně od průsmyku Malojapass leží vesnice Orden (1800 m n. m.). Cad'Maté (1815 m n. m.) a vesnice Maloja (1809 m n. m.) v Engadinu. Vesnice Pila (1839 m n. m.) leží na kopci severně od obce.
Vesnice Creista (1802 m n. m.) a okres Cadlägh (1829 m n. m.) leží u jezera Sils (rétorománsky Lej da Segl). Isola (1812 m n. m.) leží na jižním břehu jezera Silsersee. Většina území je hornatá. Patří sem údolí Val Forno s jezerem Lägh da Cavloc (Cavloccio, 1907 m n. m.) a jeho boční údolí. Jižní hranice bývalé obce je zároveň státní hranicí s Itálií. Nejvyššími body oddělujících pohoří jsou Cima di Vazzeda (3301 m n. m.), Monte del Forno (3214 m n. m.) a Piz Fora (3363 m n. m.). Na území bývalé obce se nacházejí také některé výšiny, které dosahují výšky kolem 3000 metrů nad mořem, například Piz Fedoz s nadmořskou výškou 3190 metrů.
Z celkové rozlohy bývalé obce téměř 95 km² je 6261 ha (66,1 %) hornatých a 1875 ha (19 %) je pokryto lesy a lesními porosty. Z 1348 ha zemědělské půdy tvoří 1095 ha pastviny. Pouze 80 ha připadá na zastavěné oblasti.

## Historie

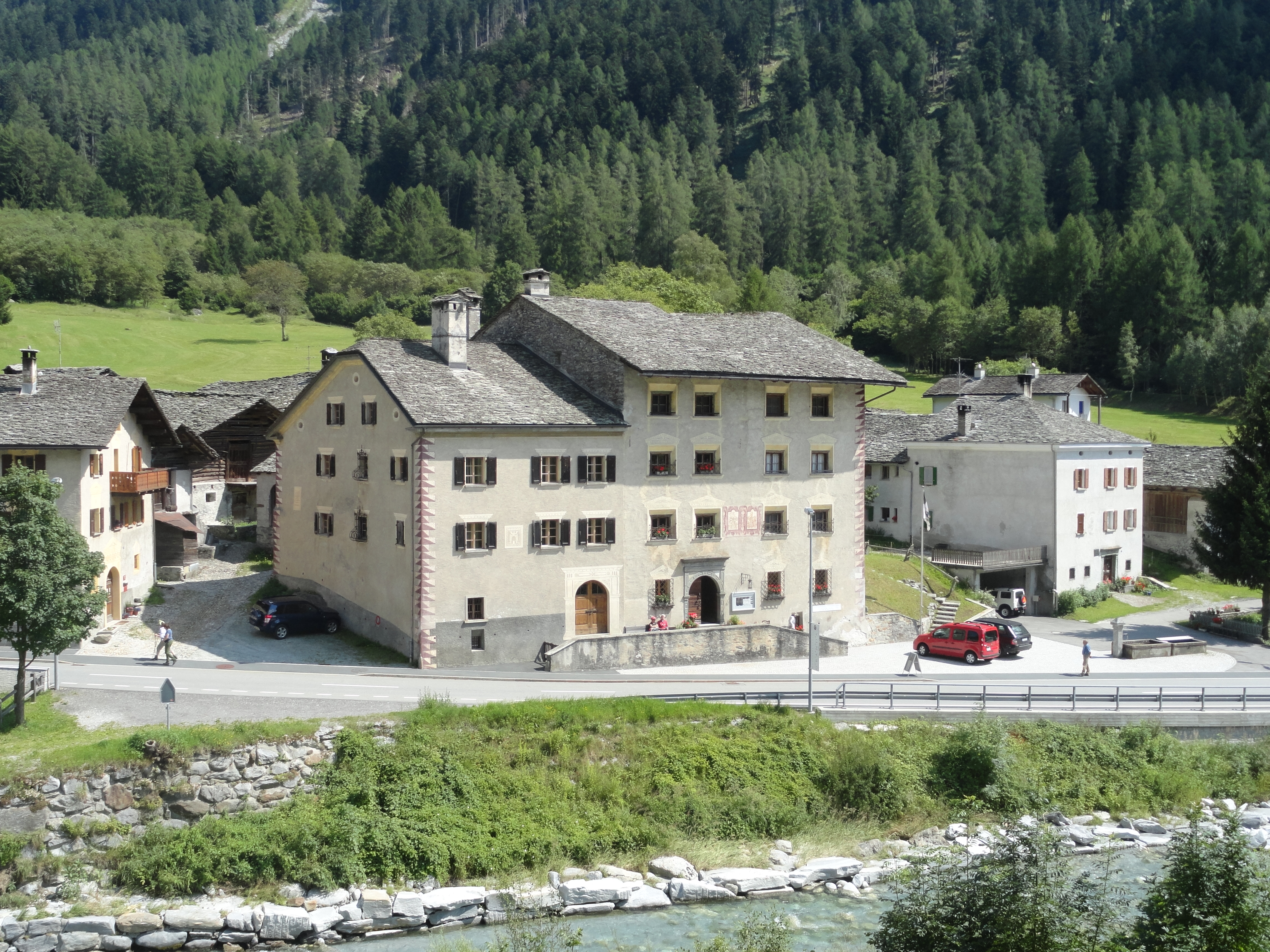
Muzeum Stampa

Na území dnešní obce Stampa u S. Pietro byly nalezeny pozůstatky osídlení z doby laténské a římské, včetně vanového hrobu u Palü. Dno údolí bylo zastavěno a osídleno již ve 12. století a oblast Maloja se od Stampy rozvíjela od 15. století. Jméno Stampa se poprvé objevuje v podobě Stamppa v roce 1354. V době markýzství a pozdějšího vrchnostenského soudu v Bregaglii tvořila Stampa a osady severně od Müraie soudní obec Ob-Porta, která měla od roku 1535 civilní soud. Většinu území obývaly rody von Salis, von Stampa, Prevost a von Castelmur a biskup z Churu, jejichž výsostná práva přešla v letech 1367–1526 na obec.
Stampa patřila k velké farnosti S. Maria auf der Porta, ale měla kaplana v kostele S. Pietro v Coltuře a ve svatostánku S. Giorgio v Borgonovu, který byl v roce 1327 rozšířena. Obec přijala reformaci již v roce 1533 a od roku 1549 měla vlastního prebendáře. V roce 1859 se Stampa stala samostatnou obcí.

## Obyvatelstvo
| Rok            | 1850 | 1900 | 1950 | 1980 | 1990 | 2000 | 2005 | 2008 |
| Počet obyvatel | 328  | 445  | 414  | 420  | 488  | 531  | 570  | 595  |

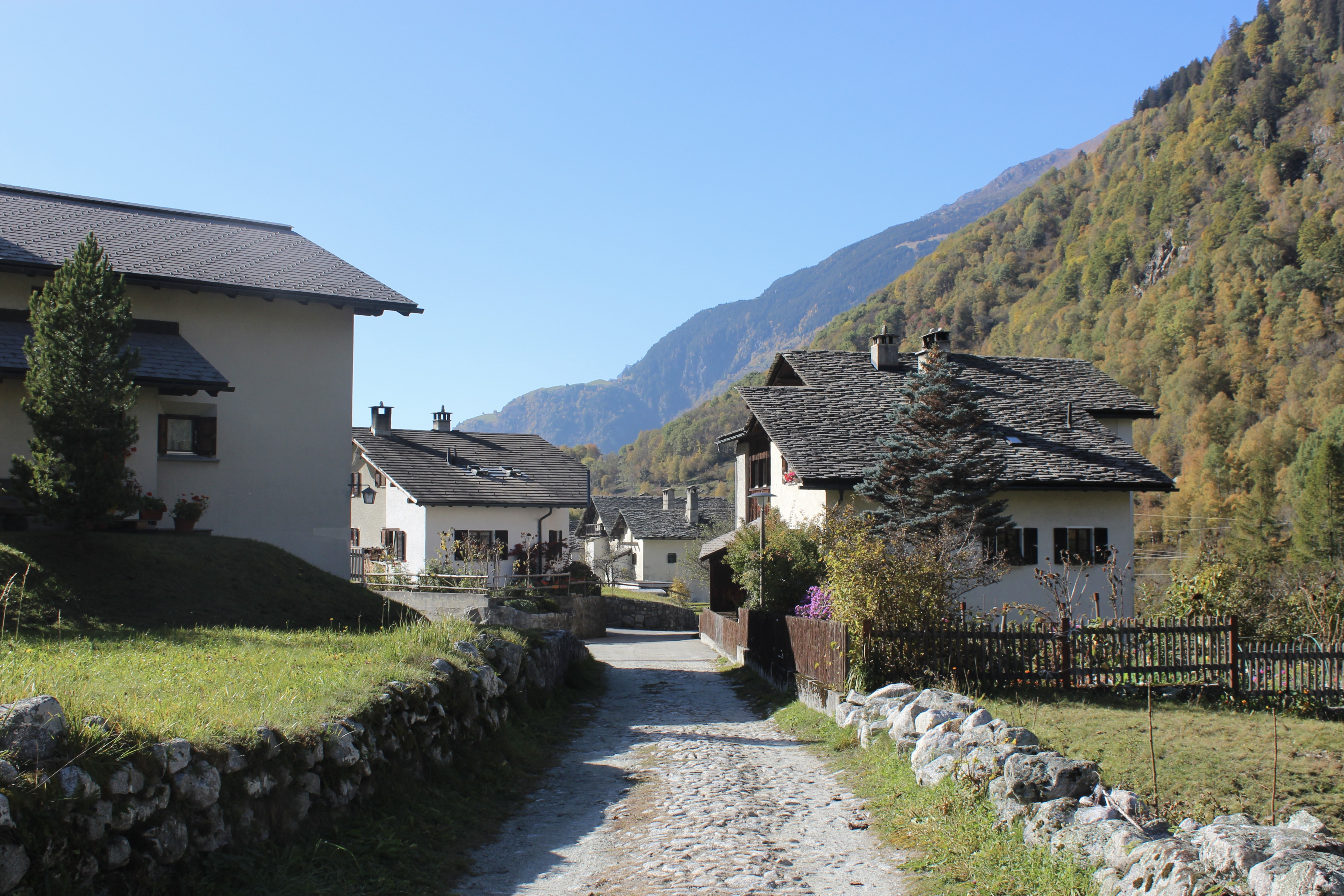
Borgonovo

Většina obyvatel mluví lombardským dialektem. Vzhledem k poloze, kdy část obce leží v Engadinu, část v údolí Bregaglia, zde žijí německy a rétorománsky mluvící menšiny. Následující tabulka ukazuje vývoj v posledních desetiletích:
| Jazyky ve Stampě |                   |                   |                   |                   |                   |                   |
| Jazyk            | Sčítání lidu 1980 | Sčítání lidu 1980 | Sčítání lidu 1990 | Sčítání lidu 1990 | Sčítání lidu 2000 | Sčítání lidu 2000 |
| Jazyk            | Počet             | Podíl             | Počet             | Podíl             | Počet             | Podíl             |
| Němčina          | 66                | 15,71 %           | 139               | 28,48 %           | 147               | 27,68 %           |
| Rétorománština   | 21                | 5,00 %            | 12                | 2,46 %            | 10                | 1,88 %            |
| Italština        | 317               | 75,48 %           | 319               | 65,37 %           | 351               | 66,10 %           |
| Počet obyvatel   | 420               | 100 %             | 488               | 100 %             | 531               | 100 %             |

## Hospodářství
Stampa se vyznačovala silnou zemědělskou komunitou; před érou železnice byl důležitý také dopravní průmysl s příslušnými řemesly. Důležitým zdrojem příjmů pro obec i celé údolí jsou elektrárny, z nichž většinu vlastní curyšská elektrárenská společnost. Mnoho zemědělců z údolí pracuje v zimě v lese nebo dojíždí do Horního Engadinu. Ve Vicosopranu jsou od školního roku 2009 základní školy, v Maloje dvojjazyčné školy a ve Stampě střední škola.

## Osobnosti
- Alberto Giacometti (1901–1966), malíř a grafik, pocházel z vesnice Borgonovo